# Andorre aux Jeux paralympiques d'hiver de 2014
L’Andorre participe aux Jeux paralympiques d'hiver de 2014, à Sotchi, en Russie, du 7 au 16 mars 2014. Il s'agit de la quatrième participation de ce pays aux Jeux d'hiver, l'Andorre ayant été présente à tous les Jeux depuis ceux de Salt Lake City en 2002.
L'Andorre est représentée par un seul athlète, en ski alpin : Xavier Fernandez, qui participe à ses seconds Jeux d'hiver,.

## Par discipline

### Ski alpin
Xavier Fernandez, l'unique représentant d'Andorre, participe aux épreuves en catégorie assis.